# Heraclia sassana
Heraclia sassana là một loài bướm đêm trong họ Noctuidae.